# 飓风胡安
飓风胡安（英語：Hurricane Juan）是2003年9月下旬对加拿大造成重大损失的强烈热带气旋，也是2003年大西洋飓风季第十个获命名的风暴和第六场飓风。风暴源自9月24日穿越亚热带大西洋的东风波，在百慕大东南方向成型。系统北上进入墨西哥湾后因遇到墨西哥湾暖流而逐步加强，于9月27日达到萨菲尔-辛普森飓风等级下的二级飓风强度，并于同日达到持续风速每小时165公里的最高强度，然后在向新斯科舍海岸前进的过程中因海水温度降低而有所减弱。9月29日清晨，胡安以风速每小时160公里的二级飓风强度在哈利法克斯的沙德湾（Shad Bay）和普罗斯佩克特（Prospect）之间登陆。风暴在从南向北穿越新斯科舍的过程中一直保持着飓风强度，然后在爱德华王子岛上空减弱为热带风暴。9月29日晚，风暴在圣罗伦斯湾北部的安蒂科斯蒂岛附近由另一股温带低气压吸收。
这场飓风在穿过新斯科舍中部和进入爱德华王子岛的过程中造成了大范围的破坏，风暴中心以东和以西区域受到的影响较小，大部分损失都是由这些区域遭受的狂风引起。胡安所过之处共造成8人死亡，经济损失超过1.5亿美元（2003年美元，相当于2025年的2.48億美元），报告中认为这是继1893年以来对新斯科舍造成破坏最严重的风暴，其名称“胡安”（Juan）也因此予以退役，永不会再在大西洋风暴命名中使用。

## 气象历史
2003年9月14日，一股大型东风波伴随着一片广阔的低气压区离开非洲海岸向西移动，其结构起初由于上层风切变的不利影响而杂乱无章。到了9月20日，系统周围的对流因与一片大型上层低气压的相互作用而激增，不过外界环境存在的不利因素令其活动仍然保持混乱。系统整体围绕上层低气压向西北方向移动并发展出中层环流。9月23日，系统在位于百慕大以南约725公里海域与一片锋区互动，组织性得以改善。这天晚些时候，系统中发展出了下层环流，不过由于附近存在的锋区，系统没有归类为热带低气压。9月24日，系统中心已经发展出了深层对流，还迅速发展出带状特征和明显的外流。由于其组织性已明显改善，美国国家飓风中心于当天晚些时候将位于百慕大东南方向约555公里的系统归类为这年的第十五号热带低气压。不过在操作上，该部门起初并没有发布针对这一气旋的公告，根据飓风季之后的分析确认，美国国家飓风中心发布针对系统的首份公告时低气压已经形成了27个小时。
低气压起初同时具备热带和亚热带特征，一方面仍然与附近的冷锋相连接，另一方面暖心和对流的组织性又令其足以归类为热带气旋。气象部门一度预测低气压只会缓慢加强，所能达到的最高强度风速约为每小时105公里。不过低气压实际上却稳步组织起来，在9月25日清晨达到热带风暴强度，美国国家飓风中心因此将其命名为“胡安”。由于东面有一片副热带高压脊正在发展，热带风暴胡安开始以每小时16公里的速度向西北方向移动。9月26日，风暴中发展出眼状特征，环流中心周围非常深层的对流也有所增长。云层格局继续巩固，胡安于9月26日晚在百慕大东南方向约270公里外洋面达到飓风强度。飓风接下来进入一片水温较高，风切变也较弱的水域并因此得以进一步加强，到了9月27日，风暴在位于新斯科舍哈利法克斯以南约1020公里海域达到风速最小时165公里的最高强度。这时飓风的风眼非常鲜明，周围是一片层次分明的圆形中心密集云层层层环绕。

登陆时的飓风胡安。

飓风胡安的最高强度保持了超过24小时。向西北方向移动了较长一段时间后，风暴转向加速北上。9月28日，飓风的风眼清晰程度有所降低，飓风强度也有小幅下降。由于前进速度较快，因此胡安经过的海域虽然水温明显下降，但风暴并未大幅减弱，到了9月29日在沙德湾和普罗斯佩克特之间登陆时，其风速仍然达到了每小时160公里。登陆后胡安继续快速穿越南部加拿大海洋省份，并在这一过程中迅速减弱，虽然穿越新斯科舍半岛过程中还有飓风强度，但到了9月29日清晨进入爱德华王子岛上空时就已降级成热带风暴。当天下午，风暴在圣罗伦斯湾西北上空由一片大型温带低气压吸收。

## 防灾措施
9月26日，加拿大飓风中心发布了针对胡安的首份公告，预计这场风暴可能会给加拿大大西洋省份带去一些风和雨。随着飓风在9月27日逼近，加拿大大西洋省份的地方媒体播放的警告也作出了相应变更。加拿大飓风中心在公告中表明，胡安有可能会造成停电和显著的风害，其产生的暴雨和风暴潮还可能引发洪灾，预计风暴登陆区域的公众和应急官员获知需要对可能来临的灾难做好准备。
9月28日早上，报告显示胡安将会以热带风暴或是刚刚达到一级飓风的强度登陆。到那时为止的所有天气预报都表示种种迹象表明风暴将在登陆前减弱。但到了协调世界时晚上21点，气象部门预计胡安将会以强烈的一级飓风或是较弱的二级飓风强度登陆，并因此发布了新的警告。由于2003年9月28日正好是星期日，该区域的大部分商户都处于休假状态，因此无法在最后时刻对飓风来袭做足够的准备。虽然当地没有进行大规模的疏散，但9月28日晚还是对低洼地区居民实行了撤离。共有数百人受到这些撤离工作的影响，公用事业职工也在风暴袭击前进入待命状态，准备应对可能出现的大范围停电。

## 影响

### 新斯科舍

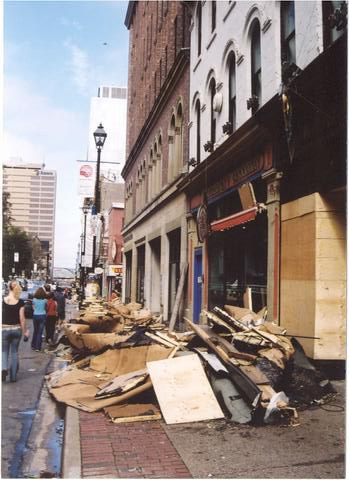
飓风过后哈利法克斯街道上的废墟。

飓风胡安在新斯科舍登陆时的最大持续风速经测量为每小时160公里。哈利法克斯港周围的城市区域首当其冲，受到了风暴最强持续风速和阵风的吹袭，有非正式的估算中认为飓风产生的阵风时速高达230公里。哈利法克斯港入口的气象浮标在纪录到超过20米高的狂浪后从系泊处崩断。港口有人居住的海岸上出现了严重的侵蚀，特别是贝德福德盆地，这里的铁轨和居民财物受到了最多的海浪冲击。海港内的风暴潮达到1.5到2米高，创下哈利法克斯港的新纪录。不过由于风暴行进速度快，并且其南面还存在较为干燥的空气，因此降水相对来说很少，没有出现任何地方报告的降雨量超过52毫米。
胡安令整个区域出现了大范围的结构和植被破坏，特别是在哈利法克斯及其周边地区。报告表明有大量树木被刮倒，堵塞了许多街道并压断了多条供电线路。许多家庭和商户遭受了财产损失，特别是结构性的屋顶损坏，还有一些强度较弱的建筑被毁。新斯科舍估计有31%的居民家中受到了一定程度的破坏，27%的家庭破坏程度足以要求保险索赔。哈利法克斯市中心有垃圾桶大小的侵蚀控制石块从哈利法克斯港被大浪冲到浮桥、停车场和码头上。风暴来袭期间予以疏散的维多利亚总医院遭受了水害，屋顶也受到破坏，还有多幢高楼公寓楼和多户型住宅也出现了同样的情况。还有许多广告牌和指示牌被摧毁，数十辆车被树木及其他废物砸毁。市内的波因特普莱森特公园和哈利法克斯公共花园都有大量树木被毁并关闭了数月之久。
哈利法克斯港入口的三布罗岛上拥有整个北美最古老的灯塔，但这座灯塔也在胡安的摧毁下变得满目疮痍，到2007年都未能修复。这场飓风给海港的航运造成了沉重打击，一般名为“拉林达号”（Larinda）的来访休闲帆船在大西洋海事博物馆旁的码头沉没，另有一艘海港游览双桅船“玛尔号”（Mar）从哈利法克斯港对面的东部航道冲到了岸上。还有一艘海港游览帆船“席尔瓦号”（Silva）从系泊处挣脱，还对海滨的码头电缆造成了大范围破坏。数十艘小型游艇也被冲到岸上，贝德福德盆地的多个游艇俱乐部都受到了严重破坏。南端集装箱码头停靠的两艘货柜船上有数十个集装箱被风暴冲倒。哈利法克斯和达特茅斯（Dartmouth）海滨的多个码头受到数额可观的破坏，达特茅斯铁路站场有多节车厢被冲入海港中，沿贝德福德盆地的铁路主线复线有多段靠近米尔维尤（Millview）的铁轨被冲脱。风暴潮还在哈利法克斯港周边引发了沿海洪灾，不过由于胡安的行进速度较快，产生的降雨量不高，因此内陆洪水也很轻微。
风暴向西进入圣玛格丽特湾（St. Margarets Bay）和马洪湾（Mahone Bay）时造成的破坏不及哈利法西斯港周边区域严重。此外，新斯科舍中心城区特鲁罗（Truro）镇和科尔切斯特县的所有乡村地区以及皮克图县（Pictou County）西部都遭受了财产损失，还因树木倒塌引发了停电，风暴沿途东侧有许多谷仓和其它农业建筑受损，还包括皮克图港停放的“赫克托号”（Hector）帆船复制品。哈利法克斯和达特茅斯都会区财物损失的严重程度令一些气象预告人员认为胡安很可能达到了三级飓风强度，但是多份报告中的持续风速都不能支持这一看法。新斯科舍中部的许多落叶树在风暴来袭时仍然有树叶存在，这在一定程度上放大了风害的影响。估计总体受到破坏的树木数量需要以百万来计算。
胡安途经新斯科舍的过程中直接夺走了两人的生命，还间接导致四人死亡。其中直接因风暴丧生的两人都是被倒塌的树木砸死，一位是哈利法克斯的医务人员，另一位是恩菲尔德的机动车驾驭员。间接遇难的四人中，有三人是因停电后使用蜡烛引发的住房火灾导致，还有一人是风暴过后的救灾工作人员。

### 加拿大大西洋省份其他地区

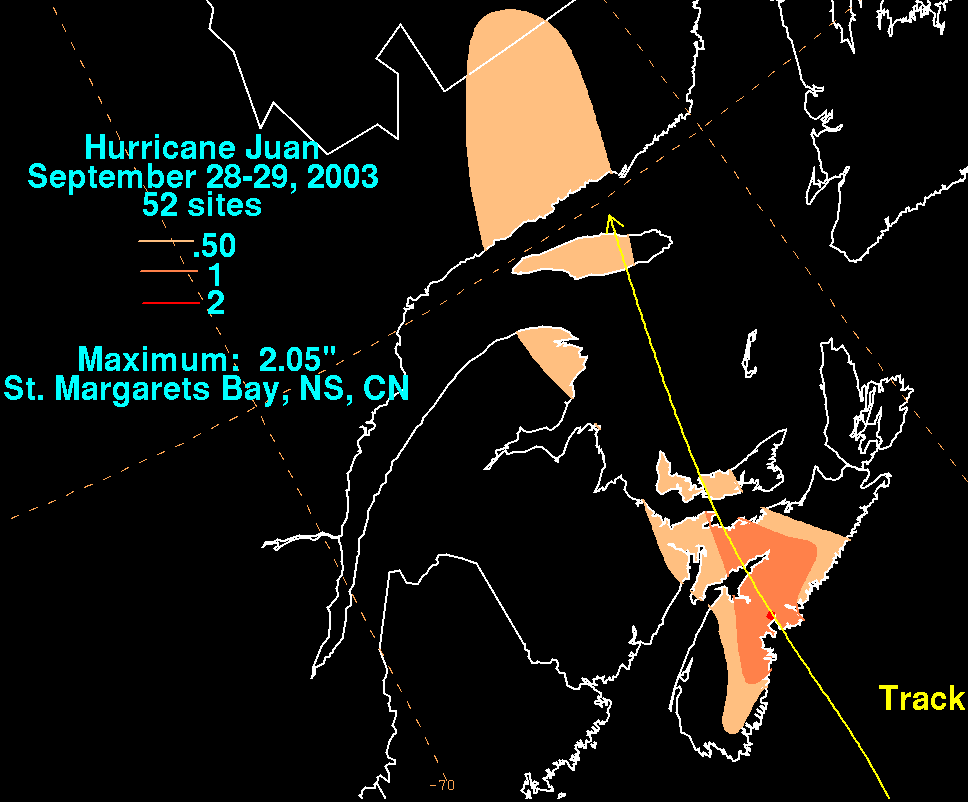
飓风胡安产生的降水

风暴穿过新斯科舍进入诺森伯伦海峡时仍然有一级飓风强度，到进入圣罗伦斯湾时减弱成了热带风暴。夏洛特顿报告的阵风时速达到139公里，圣罗伦斯湾的马格德林群岛报告的阵风时速也有107公里。
爱德华王子岛也报告受到了胡安的破坏，特别是在夏洛特顿周边，当地海滨的游艇和海堤受到了大浪的破坏，该市中心城区老城市森林也受到了严重破坏。整个岛上到处都有大范围树木受损的报道，许多谷仓和粮仓之类强度较弱的建筑物受到结构性损伤。飓风还导致岛上多个地区停电。胡安至此行进的路径已经比较狭窄，这意味着其造成的破坏将非常局部化，新不伦瑞克和爱德华王子岛西部都只受以了很少的损失。岛上于9月29日举行的普选也予以中断，不过还是有超过80%的选民赶到了投票站。
有两位来自新不伦瑞克的渔夫在圣罗伦斯湾偏远的魁北克安蒂科斯蒂岛水域捕鱼时因风暴丧生。

## 善后

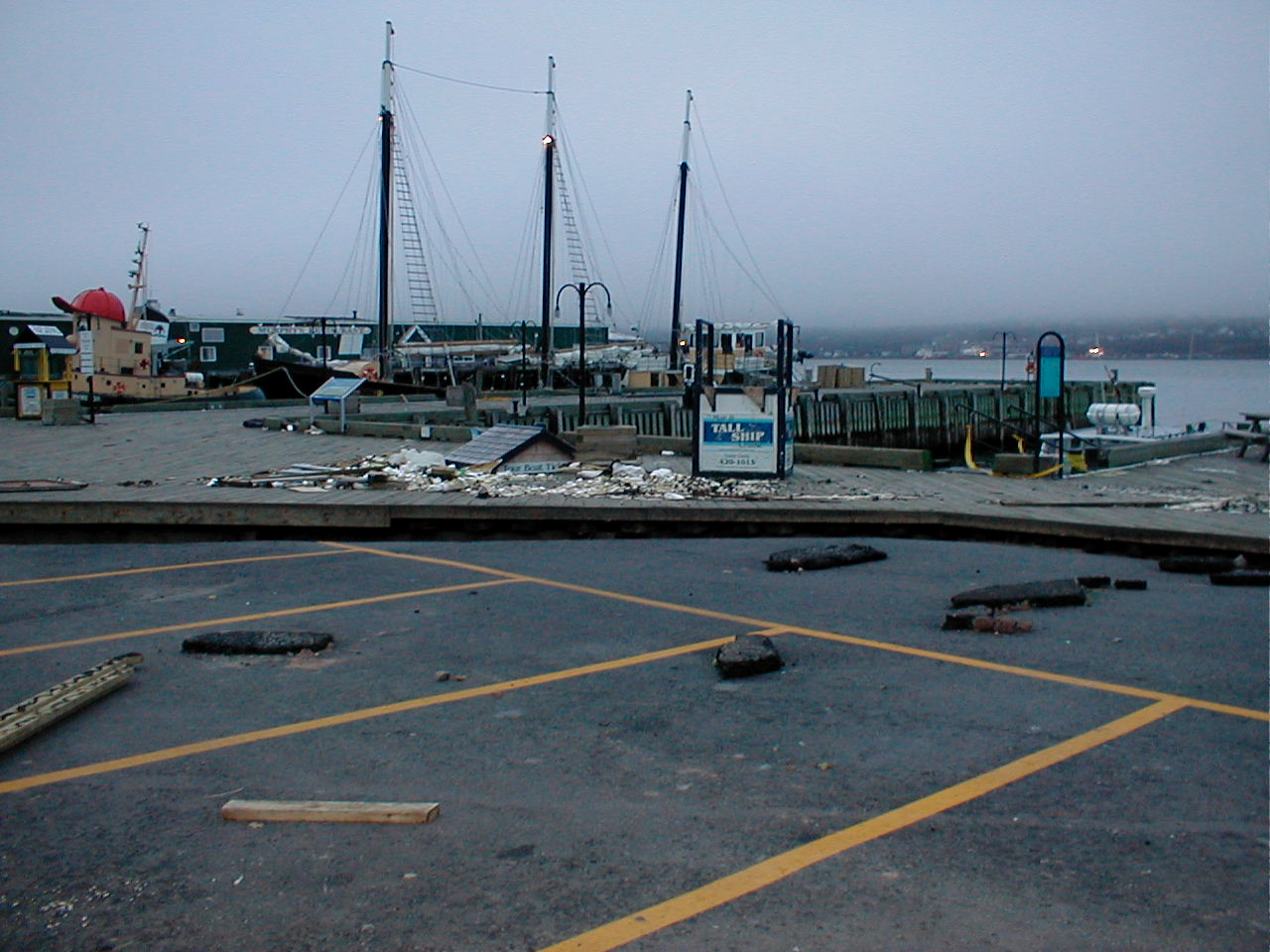
飓风胡安过后的哈利法克斯海滨

风暴来袭几小时后，哈利法克斯都会区以及相邻的东汉普郡市政区和科尔切斯特县宣布进入紧急状态。新斯科舍政府请求联邦政府调派600名加拿大军人协助哈利法克斯都会区地方政府进行市区的清理以及公共事业职工的电力抢修工作。许多公用事业员工，特别是新斯科舍电力公司的雇员和海事电气与新不伦瑞克电力公司的数十名工作人员根据企业间达成的互助协定连续工作了近三个星期，并且这一期间都没有得到充足的休息。
满目疮痍的波因特普莱森特公园在风暴过后关闭进行了长时间的清理工作，一直到9个月后的2004年6月才再度开放，公园的海岸线受损，还失去了近85%的树木。2005年，政府开始对其展开复兴和再造林工程。
新斯科舍政府在风暴来袭后承诺拨款1000万加拿大元援助救灾，还有许多私人迅速在灾后进行捐款。爱德华王子岛也在飓风袭击后立即承诺提供20万加拿大元的救灾款，联邦政府也宣布会提供救灾款项。当时的多伦多市长梅尔·拉斯曼（Mel Lastman）也捐出了5万加拿大元用于替换爱德华王子岛上受损的树木。
飓风胡安让整个加拿大大西洋省份的居民、政府、公共事业部门和应急管理机构意识到，有必要改善地区对飓风之类突发性灾难的准备工作，特别是当气候数据表明出现大型海洋风暴和温带气旋的可能性增大的时候。除了胡安以外，2003年大西洋飓风季还有飓风费边、飓风伊莎贝尔和热带风暴凯特三场风暴对加拿大的陆地或近海造成了严重影响。
2003年后，加拿大大西洋省份开始进行防灾准备和规划工作，这些措施于2005年9月初飓风奥菲莉亚预计将在新斯科舍附近掠过时经受了第一轮考验。飓风胡安还令加拿大气象局下属的加拿大飓风中心从原本达特茅斯的一幢相对较易受风暴影响的办公楼迁至另一处更安全，能够经受飓风袭击的地点。加拿大飓风中心的飓风警告系统也作出了改善，之前该部门不会发布标准的飓风或热带风暴观察预警和警告，而只会发布强风和暴雨警告，并且地方居民也经常会对其不加理会。从2004年大西洋飓风季开始，加拿大飓风中心开始针对可能会对加拿大造成影响的风暴发布标准的飓风警告。加拿大于2008年针对飓风凯尔（Kyle）发布了首份飓风警告，再于2009年针对飓风比尔（Bill）发布了第二份飓风警告。
由于这场风暴对加拿大造成了严重影响，其名称“胡安”也于2004年4月予以退役，永远都不会再在大西洋飓风命名时使用。加拿大环境部表示，申请将这一名称退役是“出于对其造成的生命损失、经济冲击和两个省中树木的大范围毁损”。这也是加拿大气象局在历史上首次申请将一个飓风名称退役。这个名称之后以“华金”（Joaquin）代替，计划在2009年大西洋飓风季期间首度启用。